# 奧克拉荷馬州第五國會選區
奧克拉荷馬州第五國會選區是奧克拉荷馬州的國會選區之一，當前眾議員為共和黨的史蒂芬妮·比奇。